# Dongdaegu (stacja kolejowa)
Dongdaegu – stacja kolejowa w Daegu, w Korei Południowej. Znajduje się tu 6 peronów.